# 何伟钦
何伟钦（1925年—），男，江苏连云港人，中国空军飞行员，曾任国民党空军第3大队中尉情报参谋，第五、六、七届全国政协委员。